# مویسس آریاس
مویسس آریاس (به انگلیسی: Moisés Arias) (زاده ۱۸ آوریل ۱۹۹۴) بازیگر آمریکایی است.
او در انیمیشن من نفرت‌انگیز ۲ به عنوان صداپیشه، و پنج فوت جدا، جادوگران محله ویورلی، هانا مونتانا، ناچوی قهرمان، بازی اندر، آزمایش زندان استنفورد، و پادشاه استتن آیلند به عنوان بازیگر حضور یافته است.